# LVenture Group
LVenture Group è un'azienda italiana fondata a Roma nel 2013 che opera a livello nazionale ed internazionale nel settore del Venture Capital. 
È una holding di partecipazioni che investe in startup digitali ad elevato potenziale di crescita e con il suo acceleratore LUISS EnLabs, nato da un accordo di collaborazione con l'Università Luiss e sponsorizzato da Meta , Intesa Sanpaolo assieme a Intesa Sanpaolo Innovation Center e Accenture, propone programmi di accelerazione per startup nelle fasi iniziali di sviluppo.
È quotata sul mercato Euronext Milan di Borsa Italiana S.p.A., dove è presente negli indici FTSE All-Share Capped, FTSE Italia All-Share, FTSE Italia Small Cap, FTSE Italia Finanza, FTSE Italia Servizi Finanziari.

## Storia
LVenture Group viene fondata nel 2013 dall'imprenditore Luigi Capello che stabilisce la prima sede societaria a Roma in via Giolitti 34. Il 16 gennaio 2013 il consiglio di amministrazione approva il piano industriale 2013-2017 all'interno del quale l'azienda si pone l'obiettivo di investire in imprese digitali innovative, supportandole nella crescita con finanziamenti e attività di formazione per massimizzarne il valore nelle operazioni di exit.
Il 29 dicembre 2015 il consiglio di amministrazione presta il consenso al piano industriale 2016-2019 all'interno del quale si definisce il lancio di programmi di Open Innovation destinati alle aziende e si annuncia l'ampliamento degli spazi a disposizione per espandere le attività dell'acceleratore LUISS EnLabs. Il successivo 8 luglio 2016 viene inaugurata la nuova sede di Roma in via Marsala 29h.
Il 20 settembre 2017 CB Insights classifica LVenture Group come primo operatore di venture capital in Italia, mentre il 16 gennaio 2018 Dow Jones inserisce LVenture Group al secondo posto tra gli operatori di venture capital più attivi in Europa.
Il 13 dicembre LVenture Group comunica l'accordo di collaborazione con Cariplo Factory, programma intersettoriale di Fondazione Cariplo, cui fa seguito il 31 gennaio 2019 l'assegnazione da parte di PitchBook Data del primo posto tra gli operatori di venture capital più attivi nel Sud Europa.
Il 14 marzo 2024 il Financial Times inserisce LVenture Group al 67º posto nella classifica Europe’s Leading Start-up Hubs.
Il 1 aprile 2024 è diventata effettiva la fusione per incorporazione di Digital Magics in LVenture Group, con contestuale assunzione da parte di LVenture Group della denominazione "Zest S.p.A.", dando vita al più grande incubatore di startup in Italia, quotato in Borsa Italiana.   

## Azionariato
L'azionariato si compone come segue:
- LV.EN. Holding 27,99%
- Università Luiss Guido Carli 13,58%
- Futura Invest S.p.A. 4,97%
- Compagnia Padana per gli Investimenti (CPI) 6,78%
- Mercato 36,65%

## Sedi
LVenture Group dispone di un Hub con sede a Roma, all'interno della Stazione Termini, e di uno spazio all'interno del Milano Luiss Hub. L'Hub di Roma ospita Binario F from Facebook, il competence center di Meta.
Dal 2020 ospita 42 Roma Luiss la sede romana del network di scuola 42, lanciata in Italia dall'Università Luiss Guido Carli.